# Cadwaladr
Cadwaladr ap Cadwallon (c. 633 - 682) (en llatí, Catuvelladurus; en anglès, Cadwallader), també conegut com a Cadwaladr Fendigaid (el Beneït) fou un rei gal·lès del Regne de Gwynedd. és considerat pels cronistes de Gal·les com el major dels reis britànics de tots els temps. Geoffrey de Monmouth, el menciona en la seva Historia Regum Britanniae com l'últim dels reis mítics de la Gran Bretanya. La seva bandera, que representa un drac vermell, fou adoptada per Enric VII d'Anglaterra, fundador de la dinastia dels Tudor, el qual afirmava descendir de Cadwaladr.
Cadwaladr era fill de Cadwallon ap Cadfan. Sent encara un nen, el seu pare fou assassinat per l'exèrcit d'Osvald de Northúmbria a la batalla de Heavenfield, ascendnt al regne de Gwynedd Cadafael. Fou educat a l'estranger, probablement a Irlanda, Anglaterra o en un regne gal·lès veí. Va succeir a Cadafael, probablement al voltant del 655, però sense és clar en quines circumstàncies. El 658 va dirigir una expedició contra els saxons de l'oest a Somerset. Per molts, Cadwaladr fou l'últim rei gal·lès que va efectuar una contraofensiva seriosa contra els anglosaxons que havien conquerit l'est de la Gran Bretanya des de la caiguda de l'imperi romà. Potser per aquest motiu, Geoffrey de Monmouth, l'escollí per a clausurar la seva crònica dels reis de la Gran Bretanya.
Després d'aquestes accions militars, sembla que Cadwaladr es dedicà més als assumptes interns del seu regne. Va establir diverses fundacions religiones a Gwynedd i es lliurà una important reputació com a governant devot i piadós, pel que després de la seva mort, l'església gal·lesa el considerà un sant.
Segons els Annales Cambriae, Cadwaladr va morit de pesta l'any 682, però algunes fonts suggereixen que fou víctima d'una epidèmia en una data anterior, al voltant del 663 o 664. El succeí Idwal Iwrch.